# Монсики
«Монсики» — российский анимационный сериал, совместный проект Группы Компаний «Рики» и «Союзмультфильм», производства Студии Компьютерной Анимации «Петербург».
На данный момент уже выпущено 3 сезона мультсериала, состоящих из 78 серий. Состоялась премьера 4 сезона.
Мультсериал «Монсики» транслируется на детских телеканалах «Карусель», «Мульт», «Мама» и «Ani», а также в онлайн-кинотеатрах «ivi.ru», «Okko» и «КиноПоиск».

## Сюжет
На далекой планете живут забавные существа, которые называют себя монсиками. Острова Монсиленда представляют собой воплощения настроений. Здесь есть Море Любви, Зловулкан, Поляна Грусти, Облака Счастья, Остров Уныния, Пещеры Жадности и Страха, Болото Зависти, Пик Зазнайства, Пустыня Лени, СтыдЯма, Обидный Лес и даже Почемучкин Лабиринт! Проблема в том, что острова притягивают Монсиков помимо их воли — когда монсик испытывает одну из эмоций, он переносится на соответствующий остров и должен разобраться, как вернуться назад!
Главными героями являются монсики-чувства — радость, доверие, грусть, гнев, страх, удивление, отвращение и интерес. Каждый из них обладает своим характером и своими особенностями.
Мультсериал учит маленьких зрителей понимать и принимать свои и чужие эмоции, чувства и переживания, уметь с ними справляться.

## Персонажи
Главные герои
- Саня — самый озорной монсик, ей 7 лет. Саня обожает узнавать что-то новое, постоянно играет и радуется. Она — художник! У Сани есть много красивых маркеров. Она может превращать нарисованные предметы в реальность!
- Рей — храбрый и смелый монсик, 11 лет. Он обожает искать приключения, а ещё очень любит охотиться на страхов! Иногда бывает, что Рей может разозлиться и закричать, из-за этого он телепортируется на Зловулкан.
- Блюм — спокойный и добрый монсик, ему 8 лет. Блюм — инженер и изобретатель. Любит постоянно проводить время на Поляне Грусти и пить грустную воду. Бывает, что иногда ему лень что-то делать, и из-за этого может телепортнуться в Пустыню Лени.
- Лола — красивый монсик, 9 лет. Она занимается ботаникой, изучает и выращивает новые растения. Любит порядок и чистоту. Заботливый монсик!
- Пиля — питомец Лолы. Любит постоянно играть и шалить.
- Муля — питомец Рея. Она умеет летать. Появляется в серии «Муля, Монсай!», когда Рею тоже захотелось иметь каваку.
- Кларисса — компьютерная программа. В 3 сезоне Кларисса становится общительная с Монсиками.
- Сэмик — ищут способ помочь Рею.

## Актёры озвучивания
| Актёр            | Роль                        |
| ---------------- | --------------------------- |
| Юлия Рудина      | Саня                        |
| Андрей Лёвин     | Рей, Двойник                |
| Михаил Черняк    | Блюм, Читает названия серий |
| Марина Гладкая   | Лола                        |
| Михаил Хрусталёв | Пиля, Говорящий цветок      |
| Марианна Мокшина | Кларисса, Муха-обидуха      |
| Инга Реза-Брик   | Муля                        |
| Денис Душин      | Страхи                      |
| Сергей Мардарь   | Напоминалка                 |

## Съёмочная группа
| Создатели мультсериала «Монсики»   | Создатели мультсериала «Монсики» |
| ---------------------------------- | --- |
| Генеральный продюсер               | Юлия Осетинская |
| Продюсеры                          | Лика Бланк, Илья Попов, Борис Машковцев, Юлия Осетинская |
| Режиссёры                          | Андрей Бахурин, Олег Мусин, Анна Борисова, Галина Воропай, Анна Кудрявцева, Александра Аверьянова, Светлана Мардаголимова, Катерина Савчук, Анастасия Забаразская, Олег Зайцев, Евгения Щербакова, Наталия Уварова, Николай Аладинский |
| Сценаристы                         | Инга Киркиж, Олег Огородник, Анна Юдина, Наталия Степанова, Ярослав Юдин, Дмитрий Мансуров, Роман Розенгурт, Арина Чунаева, Лилия Каримова, Мария Зиновьева, Наталья Хамидулина, Марина Клунко, Елена Юртаева, Юлия Силантьева, Дина Артёмкина, Марина Глушкина |
| Психолог-консультант               | Кристина Клекотнева, Светлана Буртник, Лидия Гунина |
| Художники персонажей               | Александр Сикорский, Мария Колесникова, Ксения Трефилова, Тамила Тишенина |
| Художники-постановщики             | Елена Фирсова, Юлия Мамина, Вера Кадурина, Анастасия Стеблянко, Светлана Никонорова, Алексей Коробкин, Елизавета Боюр |
| Композитор                         | Алексей Яковель |
| Звукорежиссёры                     | Игорь Яковель, Денис Душин |
| Звукорежиссёр шумооформления       | - Николай Тихомиров, - Владимир Яровой, - Василиса Васильева, - Алиса Набатчикова - Дарья Чекулаева |
| Аранжировка                        | Алексей Яковель, Денис Душин, Илья Зудин |
| Техническое соровождение           | Евгений Крылов |
| Технический директор               | Олег Муранов |
| Видеоинженер                       | Андрей Прядченко, Аркадий Муратов, Алексей Студеникин |
| Автор идеи                         | Виктория Шиманская |
| «Союзмультфильм»                   | - Директор производства — Анна Морякова - Исполнительный продюсер — Елизавета Яковенко - Редактор проекта — Мария Парфёнова, Александра Козлова - Психолог-консультант — Лидия Гунина - Руководитель проекта — Елена Морева - Креативный директор — Мария Савиных - Шеф-редактор — Марина Кошевая - Сценарный редактор проекта — Лидия Утёмова, Ксения Баранова - Бренд менеджер — Анастасия Доброва - Руководитель ОТК — Олег Скрипко |
| Линейный продюсер                  | Марина Гнедых, София Первая |
| Директор по анимационному контенту | Дарья Давыдова |
| Исполнительные продюсеры           | Юлия Осетинская, Альбина Мухаметзянова, Юлия Городецкая, Алиса Хитрецова |
| Директор картины                   | Надежда Кузнецова, Дарья Давыдова |

## Список эпизодов

### Первый сезон
| №  | Название                 |
| -- | ------------------------ |
| 1  | Успокойся, спаси мир!    |
| 2  | Кто на свете всех милее  |
| 3  | Море Любви               |
| 4  | Страх страхов            |
| 5  | Блюм великолепный        |
| 6  | Облака Счастья           |
| 7  | Пустыня Лени             |
| 8  | Осчастливьте меня        |
| 9  | Пиля против!             |
| 10 | Монсик года              |
| 11 | Вирус-неуверинус         |
| 12 | Муха-обидуха             |
| 13 | Любовь к трем шишконасам |
| 14 | Пара Лол                 |
| 15 | Барашки от бессонницы    |
| 16 | Тучка с ручкой           |
| 17 | Слива-стыдлива           |
| 18 | Умножатор жадности       |
| 19 | Отчайкомета              |
| 20 | Особенный аромат         |
| 21 | Волшебные очки           |
| 22 | Двигатель прогресса      |
| 23 | Любознательность         |
| 24 | Слоны против носорогов   |
| 25 | День белого кита         |
| 26 | Три почему               |

### Второй сезон
| №  | Название                  |
| -- | ------------------------- |
| 27 | Зарядка для Блюма         |
| 28 | Культурные розы           |
| 29 | Козябра                   |
| 30 | Жадная зараза             |
| 31 | Муля, Монсай!             |
| 32 | Как обмануть пустыню лени |
| 33 | Блюм может                |
| 34 | Эпидемия                  |
| 35 | Шутка                     |
| 36 | Перестарались             |
| 37 | Чучело-летучело           |
| 38 | Активин                   |
| 39 | Болото зависти            |
| 40 | Голова дырявая            |
| 41 | Цветочное платье          |
| 42 | Каваки и кавачники        |
| 43 | Пилялёт                   |
| 44 | Идеальный друг            |
| 45 | Бесстрашие                |
| 46 | Лучший в мире кекс        |
| 47 | Олени лени                |
| 48 | Сбой системы              |
| 49 | Лестница в небо           |
| 50 | Правило жизни             |
| 51 | Опасный источник          |
| 52 | Блюм супергерой           |

### Третий сезон
| №  | Название             |
| -- | -------------------- |
| 53 | Куст-вруст           |
| 54 | Лола волнуется раз   |
| 55 | Поиграй со мной      |
| 56 | Почемучкин лабиринт  |
| 57 | Мистер скорость      |
| 58 | Звёздный шум         |
| 59 | Не так, как обычно   |
| 60 | Физкульт-монсай!     |
| 61 | Страх-невидимка      |
| 62 | Великий пузырей      |
| 63 | Счастье без забот    |
| 64 | Научный клуб         |
| 65 | Ленивая работа       |
| 66 | Отгадайка            |
| 67 | Пиля, голос!         |
| 68 | Уборка зависти       |
| 69 | Скрывашка            |
| 70 | Праздник каждый день |
| 71 | Не ради похвалы      |
| 72 | Шеф Блюм             |
| 73 | Новогодний колючкус  |
| 74 | Монсиколада          |
| 75 | Не говори Сане       |
| 76 | Весёлые таланты      |
| 77 | Храбрая песня        |
| 78 | Знайка-зазнайка      |

### Четвертый сезон
| №  | Название                  |
| -- | ------------------------- |
| 79 | Откуда ни возьмись        |
| 80 | Спешу на помощь           |
| 81 | Новогодний переполох      |
| 82 | Гололедица                |
| 83 | Блюм лопнул               |
| 84 | Похождения                |
| 85 | Дракон                    |
| 86 | Баскетбольное приключение |
| 87 | Чёрный кот в коробке      |
| 88 | Дырка                     |
| 89 | Пироги есть?              |
| 90 | Деревянное мыло           |
| 91 | Граммофон                 |

### Специальные серии (Монсики в кино)
| № | Название                |
| - | ----------------------- |
| 1 | Кино                    |
| 2 | Барамболя и баламбола   |
| 3 | Звёздные Войны          |
| 4 | Рей-Паук                |
| 5 | Пилямэн                 |
| 6 | Супергерой              |
| 7 | Большое приключение     |
| 8 | Дело о пропавшей лопате |

### РЖД. Безопасность
| № | Название |
| - | -------- |
| 1 | Наушники |
| 2 | Зацепинг |
| 3 | Ток      |
| 4 | Камера   |